# Tetraloniella fastigiata
Tetraloniella fastigiata är en biart som beskrevs av Laberge 2001. Tetraloniella fastigiata ingår i släktet Tetraloniella och familjen långtungebin. Inga underarter finns listade i Catalogue of Life.